# Coupe Memorial 1955
Navigation
Édition précédente Édition suivante
La finale de l'édition 1956 de la Coupe Memorial est présentée au Regina Exhibition Stadium de Regina en Saskatchewan et est disputée entre le vainqueur du Trophée George T. Richardson, remis à l'équipe championne de l'est du Canada et le vainqueur de la Coupe Abbott remis au champion de l'ouest du pays.

## Équipes participantes
- Les Marlboros de Toronto de l'Association de hockey de l'Ontario, en tant que champion du Trophée George T. Richardson.
- Les Pats de Regina de la Ligue de hockey junior de la Saskatchewan en tant que vainqueur de la Coupe Abbott.

### Résultats
| Match | Vainqueur            | Résultat | Perdant              | Lieu                      |
| ----- | -------------------- | -------- | -------------------- | ------------------------- |
| 1     | Pats de Regina       | 3-1      | Marlboros de Toronto | Regina Exhibition Stadium |
| 2     | Marlboros de Toronto | 5-2      | Pats de Regina       | Regina Exhibition Stadium |
| 3     | Marlboros de Toronto | 3-2      | Pats de Regina       | Regina Exhibition Stadium |
| 4     | Marlboros de Toronto | 3-2 (P)  | Pats de Regina       | Regina Exhibition Stadium |
| 5     | Marlboros de Toronto | 8-5      | Pats de Regina       | Regina Exhibition Stadium |

## Effectifs
Voici la liste des joueurs des Marlboros de Toronto, équipe championne du tournoi 1955 :
- Entraîneur : Turk Broda
- Gardiens : John Albani et Bob Dodds.
- Défenseurs : Bob Baun, Don Kendall, Al MacNeil et Gord Onotsky.
- Attaquants : Gary Aldcorn, Glenn Cressman, Ron Casey, Gary Collins, Ken Girard, Billy Harris, Gerry James, Bill Kennedy, Mike Nykoluk, Bob Pulford, Jake Smola et Ross Sneddon.